# Red Hot Moon
Red Hot Moon è il secondo singolo estratto dal sesto studio album della band punk Rancid, Indestructible.

## Video
Il video è stato girato interamente a New York, per buona parte all'interno del club CBGB.

## Formazione
- Tim Armstrong - chitarra e voce
- Lars Frederiksen - chitarra e voce
- Matt Freeman - basso
- Brett Reed - batteria